# Jean Meerman van Dalem et Vuren
Pour l’article ayant un titre homophone, voir Van Vuuren.
Jean Meerman van Dalem et Vuren (Johan Meerman, seigneur de Dalem et Vuren), comte de l'Empire, né le 1er novembre 1753, mort le 19 août 1815, est un homme politique hollandais, français sous l'Empire.

## Biographie
Il nait le 1er novembre 1753 à La Haye dans une famille de la Hollande-Méridionale (Zuid-Holland), dont une branche se fixa à Bordeaux à la fin du XVe siècle. Il était le fils unique du baron Gerard Meerman (1722-1771), érudit hollandais et membre du Sénat de Rotterdam.
Il reçut une solide instruction : à peine âgé de dix ans, il achevait avec l'aide de son précepteur une traduction du Mariage forcée de Molière, imprimée à Rotterdam en 1764. Ses études terminées à l'école latine, il fut admis à l'Université de Leipsig, puis à celle de Goettingue et de Leyde. Docteur en droit, il visita les principales contrées de l'Europe et se livra avec ardeur à la culture des lettres. Il publia d'abord le supplément du Thesaurus jucis civilis et canonci (1789), obtint en 1784 un prix de l'Académie française des inscriptions pour un mémoire sur cette question : Comparer ensemble la Ligue des Achéens, celle des Suisses en 1307, et la Ligue des Provinces-Unies en 1579, et commença la publication de l' Histoire de Guillaume comte de Hollande et roi des Romains (1783-1797).
Ambitieux de jouer un rôle politique, il tenta vainement à plusieurs reprises de devenir représentant de la Frise, réussit à se faire nommer membre de la régence de Leyde, et, attaché au parti aristocratique, combattit avec violence les principes de la Révolution française. Dans son aversion pour les idées démocratiques, il quitta son pays en 1797 pour ne pas assister au triomphe de la France, et fit un assez long séjour dans le Nord.
Rallié un peu plus tard au gouvernement du roi Louis Bonaparte, qu'il alla recevoir à la frontière, Meerman fut nommé chambellan du prince, directeur général des arts et des sciences du royaume, et, après l'annexion de la Hollande à l'Empire français, accepta le titre de comte de l'Empire et les fonctions de membre du Sénat conservateur (10 décembre 1810).
il revint habiter La Haye en 1814 et y mourut le 19 août 1815.

## Œuvres
- Relations de la Grande-Bretagne et de l'Irlande, (1787)
- Relations sur les monarchies de Prusse, d'Autriche et de Sicile (1789)
- Relations sur le nord et le nord-est de l'Europe, (1804-1806)
- Des preuves de la sagesse divine fournies par l'histoire, (1806)
- Parallèle de Josné, Antonin le Pieux et Henri VI, (1807)
- Montmartre, poème (1812)

## Sources
« Jean Meerman van Dalem et Vuren », dans Adolphe Robert et Gaston Cougny, Dictionnaire des parlementaires français, Edgar Bourloton, 1889-1891 [détail de l’édition]